# Wohindamit.org
wohindamit.org ist eine kostenlose Onlineplattform zur Vermittlung von Sachspenden an soziale Einrichtungen in Deutschland, Österreich und der Schweiz. Aktuell (Stand Februar 2019) sind auf der Plattform 623 soziale Einrichtungen registriert. Zu den registrierten Einrichtungen gehören sowohl große international tätige Organisationen wie Oxfam und Einrichtungen des Deutschen Caritasverbands, als auch lokal tätige soziale Initiativen.

## Entstehung
Die Idee für die Non-Profit-Plattform entstand im Jahr 2013 in München. Während 2016 knapp 300 Einrichtungen in der Datenbank vertreten waren, sind es mittlerweile über 600. Ziel des Projektes ist laut Initiator Peter Wehner, willige Spender und passende soziale Einrichtungen einfach und schnell miteinander zu vernetzen, um so die Spendenbereitschaft für gut erhaltene Gebrauchtwaren zu erhöhen. Das Projekt verfolgt somit neben dem sozialen Zweck auch das ökologische Ziel einer nachhaltigeren Nutzung produzierter Waren.

## Funktionsweise
Die Plattform bietet sozialen Einrichtungen die Möglichkeit, sich in einem Steckbrief vorzustellen sowie aktuellen Bedarf an Sachspenden zu kommunizieren. Potentiellen Sachspendern wiederum bietet die Plattform einen schnellen Überblick über die Tätigkeitsschwerpunkte von sozialen Einrichtungen sowie deren Bedarf an Gebrauchtwaren. 

### Soziale Einrichtungen
Soziale Einrichtungen können sich über ein Webformular auf der Plattform kostenlos registrieren. Pflichtinformationen sind hierbei Name und vollständige Adresse der Einrichtung. Voraussetzung für die Aufnahme ist die Gemeinnützigkeit der Einrichtung sowie die Bereitschaft, Sachspenden entgegenzunehmen. Es besteht kein Recht auf einen Eintrag. Des Weiteren können soziale Einrichtungen auch von Nutzern für die Aufnahme vorgeschlagen werden.

### Sachspender
Potentielle Sachspenden werden in 7 Kategorien untergliedert. Die Nutzer wählen aus, ob es sich bei den zu spendenden Gegenständen um Möbel, Elektronik/HIFI, Bücher/Tonträger, Spielzeug, Hausrat, Kleidung oder Fahrzeuge handelt. Über die Eingabe einer Postleitzahl, Straße oder eines Ortsnamens wird anschließend eine Karte mit allen passenden sozialen Einrichtungen in der Nähe eingeblendet. Durch Klick auf eine Einrichtung erscheint deren genaue Adresse, die Öffnungszeiten sowie weitere relevante Informationen, wie beispielsweise ob die angenommenen Gegenstände verschenkt oder weiterverkauft werden.

## Förderung
Die Initiative Startsocial  e.V., unter Schirmherrschaft von Bundeskanzlerin Angela Merkel, zeichnete das Projekt 2015/16 im Rahmen eines bundesweiten Wettbewerbs mit einem Beratungsstipendium aus. Die Bewertungskriterien des startsocial-Wettbewerbs, welcher jährlich 100 ausgewählte Projekte unterstützt, sind soziale Wirksamkeit, Nachhaltigkeit, wirtschaftliche Effizienz sowie Übertragbarkeit.